# شوگرل در هالیوود
شوگرل در هالیوود (به انگلیسی: Showgirl in Hollywood) یک فیلم موزیکال آمریکایی محصول ۱۹۳۰ با سکانس‌های تکنی‌کالر است که توسط فرست نشنال، یکی از شرکت‌های تابعه برادران وارنر ، تولید و توزیع شده‌است. در این فیلم آلیس وایت، جک مولهال و بلانچ سویت به ایفای نقش پرداخته‌اند. این فیلم از رمان دختر هالیوود در سال 1929 نوشته جی پی مک اوی اقتباس شده‌است. ال جولسون، روبی کیلر، نوح بیری، والتر پیجون و لورتا یانگ در بخش نهایی فیلم حضور کوتاهی دارند. شوگرل در هالیوود دنباله ای بر فیلم صامت شوگرل برادران وارنر محصول 1928 است که در آن آلیس وایت در نقش دیکسی دوگان نقش آفرینی کرد.
شوگرل در هالیوود به عنوان بخشی از مجموعه آرشیو وارنر در دسامبر ۲۰۰۹ بر روی DVD منتشر شد